# 等覚寺 (台東区)
等覚寺（とうがくじ）は、東京都台東区にある真宗大谷派の寺院。

## 歴史
戦国時代後期、慶専によって開山された。慶専は戦国大名となった越前朝倉氏の一族で、出家して天台宗の僧侶となり、一寺を創建していた。
その後、東本願寺第12代法主教如の指導を受け浄土真宗に転宗した。そして第13代法主宣如とともに東国下向し、1599年（慶長4年）江戸京橋（現・東京都中央区京橋）に改めて建立した。
1657年（明暦3年）の明暦の大火の後、上野下寺町（現・台東区上野）に移転したが、1698年（元禄11年）に現在地に移転した。

## 交通アクセス
- 銀座線稲荷町駅より徒歩3分（経路案内）。
- 銀座線田原町駅より徒歩7分（経路案内）。